# Кафр-Шукр
Кафр-Шукр (араб. كفر شكر‎) — город на севере Египта, расположенный на территории мухафазы Кальюбия.

## Географическое положение
Город находится в северной части мухафазы, в южной части дельты Нила, на правом берегу рукава Думьят, на расстоянии приблизительно 9 километров к северо-востоку от Бенхи, административного центра провинции. Абсолютная высота — 17 метров над уровнем моря.

## Демография
По данным переписи 2006 года численность населения Кафр-Шукра составляла 23 390 человек.
Динамика численности населения города по годам:
| 1996   | 2006   | 2018   |
| ------ | ------ | ------ |
| 18 658 | 23 390 | 29 634 |

## Транспорт
Ближайший гражданский аэропорт — Международный аэропорт Каира.